# Osservatorio di Dushak-Erekdag
L'Osservatorio di Dushak-Erekdag è un osservatorio astronomico del Turkmenistan. Si trova sul monte Dushak-Erekdak, tra i monti Kopet Dag e il deserto del Karakum, a un'altitudine di circa 2020 m sul livello del mare. L'osservatorio si trova a circa 45 km da Ashgabat, la capitale del Turkmenistan. Il sito è stato scelto per il basso inquinamento luminoso e le condizioni climatiche favorevoli, che consentono un utilizzo di 200 notti l'anno. Costruito all'inizio degli anni novanta, è attualmente l'unico osservatorio astronomico del Turkmenistan ed è l'osservatorio più a sud del territorio dell'ex Unione Sovietica. 

## Storia
Alla fine degli anni ottanta è stato collocato vicino al sito dell'attuale osservatorio un telescopio di fabbricazione ucraina del diametro di 1 metro con ottica grandangolare, per l'osservazione di satelliti artificiali e comete. In seguito, sul sito di un ex complesso militare sovietico sono state costruite tre cupole per la collocazione di altrettanti nuovi telescopi, più alcuni edifici per uffici e servizi e un dormitorio per il personale. Dopo la dissoluzione dell'Unione Sovietica, il complesso fu nazionalizzato dal governo del Turkmenistan e dato in gestione all'Accademia delle scienze del Turkmenistan. Dei tre nuovi telescopi previsti ne fu collocato solo uno, un telescopio riflettore binoculare con due specchi da 50 cm, mentre le altre due cupole rimasero vuote. Tra il 1991 e il 1992, nel quadro di una collaborazione scientifica con l'Ucraina, sul sito dell'osservatorio venne realizzata una stazione di osservazione dell'Università di Odessa, dove fu collocato un telescopio riflettore con uno specchio di 80 cm di diametro.
Dall'inizio degli anni duemila l'osservatorio ha lavorato sotto il controllo congiunto dell'Università di Odessa e del Comitato idro-geologico del governo del Turkmenistan, subentrato nella gestione all'Accademia delle scienze del Turkmenistan. L'osservatorio ha attraversato periodi di difficoltà dovuti alla diminuzione di finanziamenti da parte dell'università di Odessa e del governo del Turkmenistan, a cui ha fatto fronte con la partecipazione a programmi scientifici internazionali, che hanno comportato finanziamenti da parte delle istituzioni scientifiche che hanno promosso le osservazioni.
Nel 2015 sono stati avviati contatti con l'Istituto Keldysh di matematica applicata dell'Accademia russa delle scienze per la collaborazione da parte dell'osservatorio al progetto International Scientific Optical Network (ISON). La partecipazione al progetto comporterebbe l'assistenza russa per il rimodernamento dei telescopi esistenti e la collocazione di un nuovo telescopio automatizzato, completo di accessori e software, per l'osservazione di asteroidi e detriti spaziali.

## Strumentazione e attività
La strumentazione dell'osservatorio turkmeno è costituita da un telescopio riflettore con obiettivo da 1 metro di diametro e ottica grandangolare e da un telescopio binoculare con obiettivi da 50 cm di diametro. Originariamente era prevista la collocazione di due ulteriori telescopi, un telescopio riflettore con obiettivo da 2 metri di diametro e un secondo telescopio binoculare con obiettivi da 50 cm, ma questi strumenti non sono stati collocati e le due cupole destinate ad ospitarli sono rimaste vuote. La stazione di osservazione dell'Università di Odessa dispone invece di un telescopio riflettore con obiettivo da 80 cm di diametro, dotato di fotometro.   
L'osservatorio svolge attualmente osservazioni di stelle variabili con fotometria ad alta precisione, ricerche di astrosismologia e osservazioni di comete e asteroidi. 